# 妖術 (韓國電影)
《妖術》（韓語：요술），是一部2010年上映的韓國電影。韓國演員兼導演具惠善執導的處女作長篇電影。

## 劇情介紹
在音樂藝術學院裡，有著一位性格挑剔但天生特殊音樂天分的大提琴學生鄭宇（金正旭飾），他的同學明振（林智圭飾）雖然同樣是大提琴手，但沒有足夠音樂天賦的他一邊羡慕著鄭宇，一邊加倍練習，憑著熱情打動老師和觀眾。他們二人和鋼琴系裡有著可愛笑容的智恩一直是好友。 
某天大家各自投入準備音樂大會，但他們本來同時選擇了智恩作曲的歌表演，但卻決定同時放手，更雪上加霜的是這時智恩的第一首作曲作品《妖術》樂譜卻不翼而飛了，三位之間的愛情和友情關係漸漸矛盾起來，兩位男生無論在愛情還是表演上都成了對方最大的競爭對手...

## 演員陣容
- 林智圭 飾 明振
- 徐玄振 飾 智恩
- 金正旭 飾 鄭宇

### 友情出演
- 崔一和 飾 明振(中年)
- 孫榮順 飾 院長

## 外部連結
- NAVER電影 （页面存档备份，存于）